# Levent Gülen
Levent Gülen (* 16. März 1994 in Aarau) ist ein schweizerisch-türkischer Fußballspieler.

## Karriere

### Verein
Gülen wurde als Sohn türkischer Einwanderer in Aarau in der Schweiz geboren und erlernte hier das Fußballspielen in den Jugendabteilungen diverser Amateurvereine. Zur Saison 2011/12 wurde er in den Kader der Reservemannschaft der Grasshopper Zürich hochgezogen und absolvierte bis zum Saisonende 36 Ligaspiele. Für die nächste Saison wurde er in die erste Mannschaft übernommen, die am Saisonende den Schweizer Cup gewann, und kam hier allmählich zu regelmäßigen Einsätzen. Für die Rückrunde der Saison 2013/14 wurde er an den türkischen Erstligisten Kayserispor ausgeliehen. Anfang 2016 spielte er für ein halbes Jahr auf Leihbasis beim FC Vaduz und gewann mit der Mannschaft den Liechtensteiner Cup.
Im Sommer 2016 wechselte Gülen ablösefrei zu seinem früheren Verein Kayserispor. Der Spieler blieb hier bis März 2020, im Anschluss war er zunächst vereinslos. Im Oktober 2020 nahm ihn Ankaraspor unter Vertrag. Dort stand er bis zum Sommer des Folgejahres auf dem Platz, bevor er sich dem griechischen Erstligisten Volos NFC anschloss. Nach einem Jahr in Griechenland wechselte er im Sommer 2022 zum polnischen Erstligisten Miedź Legnica.

### Nationalmannschaft
Gülen spielte mehrere Male für die Schweizer U-16-, U-17-, U-19-,  U-20- und U-21-Nationalmannschaften.

## Titel und Erfolge
Grasshopper Club Zürich
- Schweizer Cupsieger: 2012/13

FC Vaduz
- Liechtensteiner Cupsieger: 2015/16